# Marchese di Rockingham

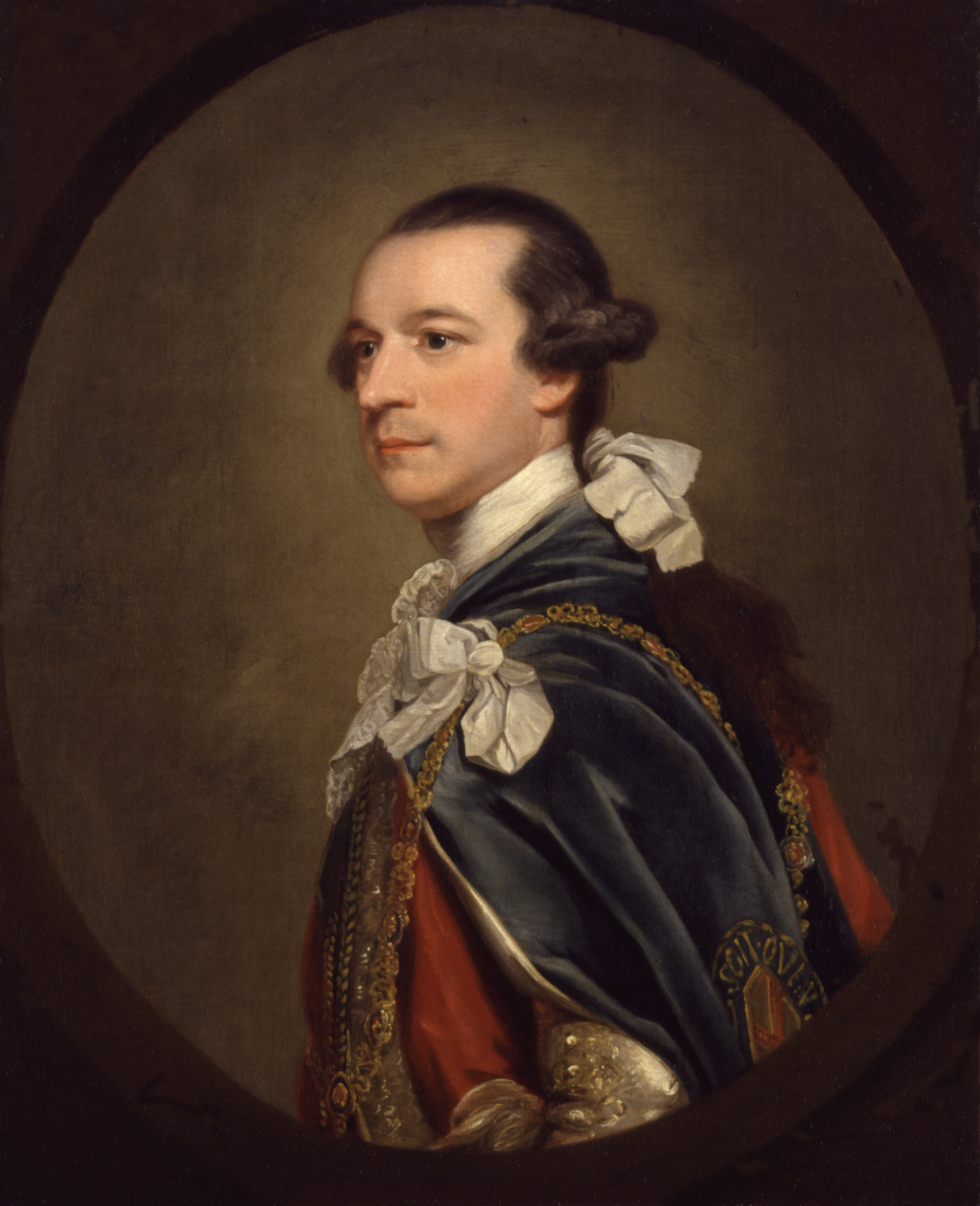
Charles Watson-Wentworth, II marchese di Rockingham, opera di Joshua Reynolds. National Portrait Gallery (Londra).

Marchese di Rockingham, nella contea di Northampton, fu un titolo della Paria di Gran Bretagna. Fu creato nel 1746 per Thomas Watson-Wentworth, I conte di Malton; la famiglia Watson discendeva da Lewis Watson, membro del Parlamento per il collegio di Lincoln. Fu creato baronetto del Castello di Rockingham, nella contea di Northampton, nel 1621. Nel 1645 fu innalzato nella Paria d'Inghilterra, venendo insignito del titolo di barone Rockingham. Il terzo barone funse da Lord Luogotenente del Kent. Nel 1714 fu creato barone Throwley, visconte Sondes e conte di Rockingham nella Paria di Gran Bretagna. Il figlio maggiore, Edward Watson, visconte Sondes, morì prima di lui, e fu pertanto succeduto nel titolo dal nipote, il secondo conte  (figlio maggiore di Lord Sondes). Il secondo conte fu Lord Luogotenente del Kent prima della sua morte nel 1745; essendo senza figli, fu succeduto nel titolo dal fratello minore, Thomas, che in precedenza aveva rappresentato il collegio di Canterbury al Parlamento.
Venne succeduto come baronetto e nella baronia di Rockingham dal suo primo cugino, Thomas Watson-Wentworth, I contea di Malton, che divenne il sesto barone. Egli era il figlio dell'onorevole Thomas Watson-Wentworth, terzo figlio del secondo barone, e adottò il cognome aggiuntivo di Wentworth quando ereditò la tenuta dello zio materno, William Wentworth, II conte di Strafford nel 1695. Nel 1728 venne elevato alla Paria di Gran Bretagna come barone Malton; nel 1733 fu nominato barone Harrowden, barone Wath, visconte Higham e conte di Malton nella Paria di Gran Bretagna. Nell'aprile 1746, due mesi dopo aver ereditato la baronia di Rockingham, fu creato marchese di Rockingham nella contea di Northampton, nella Paria di Gran Bretagna. Fu succeduto dal suo secondo ma unico figlio sopravvissuto, il secondo marchese. Nel settembre 1750, due mesi dopo essere succeduto al padre, fu innalzato alla Paria d'Irlanda come barone Malton e conte Malton. Lord Rockingham fu un importante rappresentante del partito dei Whigs, e ricoprì la carica di Primo ministro di Gran Bretagna dal 1765 al 1766 e ancora nel 1782. Quando morì, nel 1782, tutti i suoi titoli si estinsero; la sua tenuta passò al nipote, William Fitzwilliam, IV conte Fitzwilliam.
Le proprietà di famiglia erano Rockingham Castle nel Northamptonshire e Wentworth Woodhouse, presso Rotherham nello Yorkshire.

## Baroni Rockingham (1645)
- Lewis Watson, I barone Rockingham (1584–1653)
- Edward Watson, II barone Rockingham (1630–1689)
- Lewis Watson, III barone Rockingham (1655–1724, creato conte di Rockingham nel 1714)

## Conti di Rockingham (1714)
- Lewis Watson, I conte di Rockingham (1655–1724)
  - Edward Watson, visconte Sondes (1686–1722)
- Lewis Watson, II conte di Rockingham (c. 1714–1745)
- Thomas Watson, III conte di Rockingham (1715–1746) (titolo di conte estinto alla sua morte)

## Baroni Rockingham (1645, ripristinato)
- Thomas Watson-Wentworth, I conte di Malton, VI barone Rockingham (1693–1750, creato Marchese di Rockingham nel 1746)

## Marchesi di Rockingham (1746)
- Thomas Watson-Wentworth, I marchese di Rockingham (1693–1750)
- Charles Watson-Wentworth, II marchese di Rockingham (1730–1782)